# Иван Лабутов
Иван Христов Лабутов е български лекар и общественик.

## Биография
Иван Лабутов, е роден през 1898 г. в Дупница, наследник на преселник от Кукуш и стар дупнишки възрожденски род – Бадински. В къщата им отсяда на квартира ген. Георги Тодоров и близките отношения с генерала стават причина двамата братя в семейство Лабутови да постъпят във военно училище.
Иван Лабутов завършва Военното на Негово Величество училище с 38-и випуск. По време на Първата световна война се намира на Нишкия фронт. Тук в окопите заболява от воден плеврит. Уволнен след Ньойския договор, решава да се посвети на медицината. През 1926 г. се дипломира в Медицинския факултет на Софийския университет. Като млад лекар д-р Лабутов работи около една година в село Бобошево, а през 1928 г. е военен лекар в Самоков. През 1929 г. е преместен във Военната болница на 7-а Рилска дивизия в Дупница, чиито началник става през 1935 г. с чин санитарен капитан и остава неин ръководител до смъртта си. В краткия си жизнен път – д-р Лабутов се утвърждава като специалист по вътрешни болести. Освен работата в болницата, той има частен кабинет, където приема болни от цялата Дупнишка околия.
Наред с чисто професионалната си дейност д-р Лабутов е активен общественик. Дългогодишен член и председател на Туристическо дружество „Рилски езера“ в Дупница.
С материалната подкрепа на други видни дупничани – Крум Чапрашиков, Жак Асеов, той организира изграждането на Туристическия дом в Градската градина на Дупница, на читалищната сграда, туберкулозния диспансер, председател е на комитета за организиране на детско летовище в местността Паничище, Сапарева баня.
Лабутов е председател на настоятелството на хор „Рилски звуци“ при читалище „Напредък“, както и председател на медицинската, аптекарската и санитарната колегия в града, лекар – медицински съветник е при спортния клуб „Славия“ в Дупница.
Незаменим организатор Лабутов създава граждански клуб „За сплотяване на дейните граждански сили за преуспяването на родния град“, който по-късно прераства в Общограждански комитет, решаващ всички неотложни проблеми на града. През 1937 г. излиза неговата книга „Дупница – летовища, стопанство, култура“, усърдно сътрудничи на местния вестник „Светлина“. Туберкулозата обаче надвива неговия несломим дух. Заради големите му заслуги за развитието на града Дупнишката община отделя при ненадейната му кончина на 23 януари 1939 г. специален гробищен парцел на входа на централното градско гробище, а дупнишкото гражданство събира средства и въздига бюст паметник в Градската градина пред Туристическия дом.